# کدپیج
کدپیج یا مجموعه‌کد (به انگلیسی: Code Page) سامانه‌ایست مشابه مجموعه‌نویسه که به هر نویسه، دنبالهٔ مشخصی از بایت‌ها را متناظر می‌کند (بر خلاف مجموعه‌نویسه که به هر نویسه تنها یک عدد اختصاص می‌دهد).
هر زبان یا بومی ممکن است کدپیج‌های متفاوتی استفاده کند؛ برای نمونه کدپیج ویندوز-۱۲۵۲ برای زبان انگلیسی و بیشتر زبان‌های اروپایی استفاده می‌شود و کدپیج اُئی‌اِم ۹۵۲ برای کانجی ژاپنی به کار می‌رود. برای نمایش کدپیج‌ها می‌توان از یک جدول که مقادیر بایت‌های تخصیص‌یافته به هر نویسه را مشخص می‌کند استفاده کرد. بسیاری از کدپیج‌ها در بازهٔ ۰x00 – 0x7F نویسه‌های یکسانی با اَسکی دارند و به اصلاح با اَسکی سازگاری دارند.